# Plage de les Fonts
La plage de les Fonts (en valencien : Platja de les Fonts) est une plage de sable située sur le territoire de la commune d'Alcalà de Xivert.
Il s'agit d'une grande plage en forme de coquille qui a pour limite au nord des rochers et au sud un port de plaisance. Elle a une longueur de 400 m, une largeur de 40 m.
Il y a en mer des sources d'eau douce qui expliquent son nom et constituent une singularité.

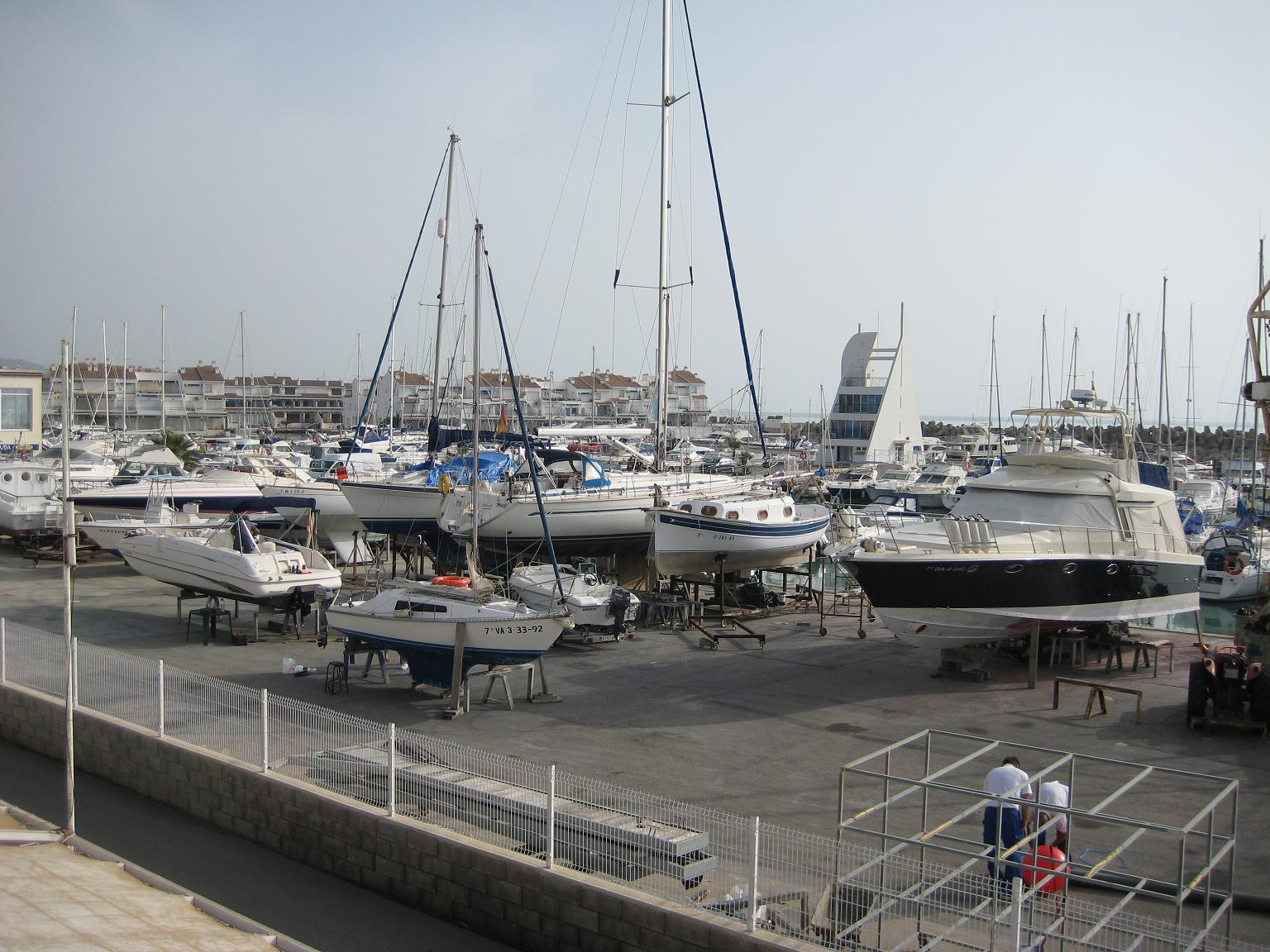
Port de plaisance de Les Fonts

La plage est située dans un environnement urbain (Alcossebre). On y accède par une rue. Il y a une promenade et un parking délimité. C'est une plage balisée.
Elle a obtenu le Pavillon Bleu depuis 2006, et les certificats de qualité ISO 9001 et ISO 14001.